# Georgiana Uhlyarik
Georgiana Uhlyarik-Nicolae, în prezent curatorul departamentului „Fredrik S. Eaton pentru Artă Canadiană” de la Galeria de Artă a Provinciei Ontario⁠(d), s-a născut la București, fiind singurul copil al Marianei Nicolae, arhitectă și Nicolae Uhlyarik, inginer chimist.
În prezent locuiește și activează în Toronto, Canada, cu cei doi fii gemeni ai ei.

## Carieră
Uhlyarik este curatorul departamentului de Artă Canadiană.
Uhlyarik a participat sau a condus echipe care au creat numeroase expoziții pentru diferiți artiști plastici canadieni, printre care se pot menționa: Betty Goodwin, Michael Snow, Kathleen Munn și a cooperat cu organizații de artă precum: Tate Modern din Londra, Muzeul Evreiesc din New York City, (New York Jewish Museum), Leopold Museum din Viena.

### Expoziția itinerantă Suzy Lake
În 2014 AGO a găzduit un alt proiect al lui Uhlyarik, numit "Prezentând-o pe Suzy Lake" ("Introducing Suzy Lake") . Expoziția intitulata Imaginând Americile ("Picturing the Americas") care și-a avut vernisajul la AGO in 2015, a făcut ulterior un turneu in SUA și apoi in Brazilia.
Această expoziție, care a fost produsa de Uhlyarik în cooperare cu P.J. Brownlee, curator la Fundația Terra pentru Artă Americană din Chicago Terra Foundation for American Art și Victoria Picolli curatoare șefă la Pinacoteca Statului Sao Paulo (Pinacoteca do Estado de São Paulo, Brazilia, a câștigat in anul 2016 Premiul de Excelență (Award of Excellence) acordat de Asociația Curatorilor Muzeelor de Artă (Association Art  Museum Curators  - AAMC).

### Expoziția Georgia O'Keeffe
In anul 2017, Uhlyarik a colaborat la retrospectiva majoră a pictoriței Georgia O'Keeffe conținând peste optzeci de exponate, AGO, Toronto fiind singura locație nord-americană a acestui eveniment. Destinațiile ulterioare au fost Londra și Viena.
Aceasta expoziție a fost nu numai un succes artistic ci și o atracție majora pentru publicul amator de artă.. Uhlyarik actualmente predă cursuri pe teme de artă canadiană, scrie articole și contribuții pe aceiași temă și susține și sprijină promovarea artistelor plastice și curatoarelor feminine precum și promovarea și propagarea artiștilor și curatorilor indigeni aparținând "Primelor Națiuni" canadiene (First Nations).
În anul 2018, in cadrul AGO, Uhlyarik a colaborat la expoziția "TUNIRRUSIANGIT", care a avut ca subiect opere ale lui Kenojuak Ashevak și Tim Pitsiulak ambii, artiști de origine indigenă (Inuiti) făcând parte din grupul etnic cunoscut ca Primele Națiuni. Pentru prima oară la AGO, această expoziție a afișat etichete explicative ale fiecărei lucrări în trei limbi (în ordine): inuit, engleză și franceză.